# Jaume Barceló i Bugueda
Jaume Barceló i Bugueda (1944) és un científic valencià. Llicenciat en física per la Universitat de València el 1967, s'especialitzà en mètodes numèrics i tècniques d'optimització. El 1974 es doctorà amb la tesi sobre el teorema de partició de Benders i els algorismes d'enumeració implícita. De 1974 a 1979 treballà com a enginyer de sistemes a diverses empreses. Des del 1986 és catedràtic d'estadística i investigació operativa de la Universitat Politècnica de Catalunya. Ha impartit cursos a diverses universitats estrangeres, com la facultat de matemàtiques de la Universitat de Linköping (Suècia). De 1998 a 2007 fou director científic de l'empresa TSS-Transport Simulation Systems, comercialitzadora del programari de simulació de trànsit Aimsun.
El 1996 va rebre la medalla Narcís Monturiol al mèrit científic de la Generalitat de Catalunya per la seva tasca de recerca en models d'optimització per a problemes de transport i la seva contribució al desenvolupament de models de simulació de trànsit i de programari per a la construcció i anàlisi d'aquests models i les seves aplicacions a la solució de problemes urbans i interurbans. El 2001 va rebre la menció honorífica al Premi Ciutat de Barcelona a la Innovació Tecnològica.

## Obres
- A Survey of Some Mathematical Programming Models in Transportation (1997)
- Métodos duales y algoritmos híbridos para problemas de "set partitioning" (1990)
- Experiencias computacionales con procedimientos de identificación de restricciones para algunos tipos de programas enteros (1985)
- Un algoritmo de subgradiente y un filtro adicional para la resolución del subproblema entero en la partición de Benders (1981)